# С
С, с は、キリル文字のひとつ。ラテン文字の C と同形であるが、ラテン文字の C（シー）がギリシャ文字の Γ（ガンマ）に由来するのに対し、この字はギリシャ文字の Σ（シグマ）に由来する文字で、ラテン文字の S に相当する。

## 呼称
- ロシア語：エス
- ウクライナ語：エス
- ブルガリア語：ス
- キルギス語：エス

## 音素
原則として /s/ を表す。

## アルファベット上の位置
ロシア語・ベラルーシ語の第 19 字母、ウクライナ語・マケドニア語の第 22 字母、ブルガリア語の第 18 字母、セルビア語の第 21 字母である。

## Сに関わる諸事項
- この文字がラテン文字の C と同形なのは、ヘレニズム時代に手書きのギリシャ語において碑文体の大文字のシグマが簡易化して C のように書かれたこと（三日月形のシグマ）による。
- ソビエト連邦のロシア語による略称は「СССР」（エス・エス・エス・エル、ラテン文字表記「SSSR」）であるが、ロシア語に馴染みの無い者から見た場合、ラテン文字の「CCCP」（シー・シー・シー・ピー）と誤読される事も多かった。日本人でもオリンピック等の映像におけるソ連選手のユニフォーム等に書かれた文字を見て、「あのCCCPとは、どういった意味か」などと、首を傾げる者も少なくなかったという。[誰?]
- ロシア語では с 一文字で表される前置詞が存在し、名詞の格によって様々な意味をとる。

## 符号位置
| 大文字 | Unicode | JIS X 0213 | 文字参照        | 小文字 | Unicode | JIS X 0213 | 文字参照        | 備考 |
| ------ | ------- | ---------- | --------------- | ------ | ------- | ---------- | --------------- | ---- |
| С      | U+0421  | 1-7-19     | &#x421; &#1057; | с      | U+0441  | 1-7-67     | &#x441; &#1089; |      |